# Poudrier (maquillage)
Pour les articles homonymes, voir Poudrier.

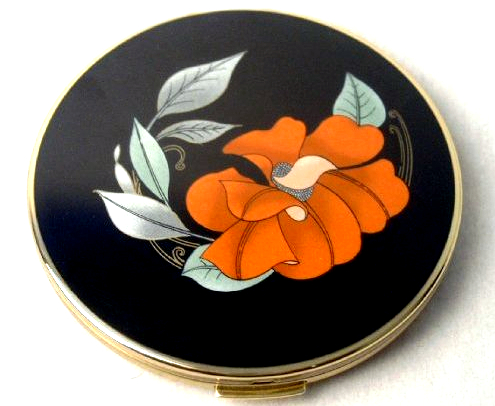
Poudrier vintage des années 1960.

Le poudrier est une boîte de petite taille contenant de la poudre de maquillage. Le plus souvent de forme rectangulaire ou ronde, il peut avoir pour accessoire un miroir et une houppette à poudre (en) ou un pinceau pour appliquer la poudre. Il est plat lorsqu'il est destiné au sac à main ou à la minaudière (appelée « poudrier de sac » lorsqu'elle est destinée principalement à cet usage).

## Historique

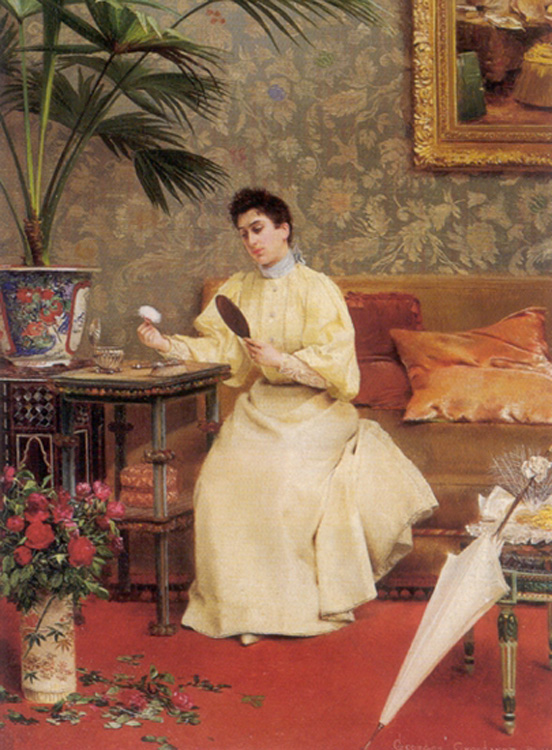
Femme utilisant deux éléments de son poudrier : le miroir et la houppette.

Le nom de poudrier désignait autrefois un godet à couvercle percé de trous et qu'on remplissait de la poudre destinée à sécher l’écriture. Il disparut avec l'usage du papier buvard. Il devint alors un accessoire de mode féminin, généralement un objet de joaillerie.
Le poudrier fut notamment dessiné dans les Années folles par de grands orfèvres parisiens (Van Cleef & Arpels) ou des maisons de parfums (Caron, Coty) qui en firent un objet de luxe fabriqué en divers matériaux (métaux comme l'or ou le platine), serti de pierres précieuses ou fines, orné de laque ou de nacre.